# 9244 Višnjan
9244 Višnjan este un asteroid din centura principală de asteroizi.

## Descriere
9244 Višnjan este un asteroid din centura principală de asteroizi. A fost descoperit pe 21 aprilie 1998 la Višnjan de Korado Korlević și Petar Radovan. El prezintă o orbită caracterizată de o semiaxă mare de 2,93 ua, o excentricitate de 0,08 și o înclinație de 1,0° în raport cu ecliptica.